# Lithacodia variicolor
Lithacodia variicolor là một loài bướm đêm trong họ Noctuidae.